# Calendario de corte
El calendario de corte (en alemán Hofkalender) era una publicación anual destinada a recoger la estructura de una corte, normalmente en países monárquicos de habla alemana. 

## Descripción
El género se encuentra a caballo entre el almanaque y el directorio. En el calendario de corte se reflejaba la estructura de la corte y las principales fechas del año en materia de protocolo.
En ocasiones el calendario de corte se fusionaba con la guía oficial, creando los denominados calendarios de estado, en alemán Staatskalender.

## Ejemplos
Entre los ejemplos principales se encuentran los calendarios de corte o estado de los siguientes estados:
- Imperio austríaco (después Imperio austrohúngaro): Handbuch des Allerhöchsten Hofes und des Hofstaates Seiner K. und K. Apostolischen Majestät. (Ejemplares digitalizados)
- Ducado de Sajonia-Gotha-Altemburgo: Herzoglich-Sachsen-Gotha- und Altenburgischer Hof- und Adreß-Kalender. (Ejemplar digitalizado de 1816)
- Gran ducado de Mecklemburgo-Schwerin: Großherzoglich-Mecklenburg-Schwerinscher Staats-Kalender. (Ejemplar digitalizado de 1824)
- Gran ducado de Mecklemburgo-Strelitz: Großherzoglich-Mecklenburg-Strelitzscher Staatskalender. (Ejemplar digitalizado de 1824)
- Gran ducado de Oldenburgo: Oldenburgischer Staatskalender. (Ejemplar digitalizado de 1843)